# به عشق تو قسم می‌خورم (فیلم ۲۰۱۶)
به عشق تو قسم می‌خورم (به هندی: Sanam Teri Kasam) فیلمی محصول سال ۲۰۱۶ و به کارگردانی رادیکا رائو و وینی ساپرو است. در این فیلم بازیگرانی همچون هارشواردان رانه، ماورا حسین، شرادها داس، ویجای راز ایفای نقش کرده‌اند.